# Bailecito
Le bailecito est une danse traditionnelle d'Argentine en couple.
C'est une danse qui se fait avec des foulards en pas de valse.
Il se caractérise essentiellement par son rythme ternaire (6/8), l'emploi d'instruments à cordes (guitare et charango vers la cordillère) et du bombo legüero. 

## Chorégraphie
Travesía, Giro, Contragiro et vuelta : Traversée de la piste, demi-tour, salut/embrassade.
Pas de zapateada (martèlement des pieds) comme dans la huella ou d'autres danses.

## Auteurs et interprètes renommés
- José Resta
- Jaime Torres
- Mercedes Soza

## Chants renommés
- Viva Jujuy